# Нікола Рударов
Нікола Рударов (болг. Никола Рударов); 6 грудня 1927, Софія — 26 березня 2010, Софія) — болгарський актор і режисер.

## Біографія
Народився 6 грудня 1927 в Софії, сім'ї біженців з Македонії. Спочатку навчався на вчителя, але на третьому курсі, коли відкрилася Державна кіношкола, він вирішив вивчати кінематографію.
Працював директором Nu Boyana Film Studios, де зрежисував шість фільмів, але все ж більше реалізує себе як актор. Знявшись в таких фільмах як «Шведските крале», «Адио, Рио», «Сезонът на канарчетата», «Вчера», «Лагерът», «След края на света», став одним з найяскравіших акторів болгарського кіно.
Його брат — Георгі Рударов — оперний співак.
Помер 26 березня 2010 у Софії. Має дочку — Міну Рударову.

## Режисерська діяльність
| Рік  | Фільми та серіали  |
| ---- | ------------------ |
| 1991 | Бронзовата лисица  |
| 1986 | Вик за помощ       |
| 1982 | Комбина            |
| 1979 | От нищо нещо       |
| 1977 | Хора отдалече      |
| 1976 | Да изядеш ябълката |

## Нагороди
- Гран-прі за фільм «Вик за помощ» (Авелліно, Італія, 1982).